# Trechispora amianthina
Trechispora amianthina är en svampart som först beskrevs av Bourdot & Galzin, och fick sitt nu gällande namn av Liberta 1966. Trechispora amianthina ingår i släktet Trechispora och familjen Hydnodontaceae.   Inga underarter finns listade i Catalogue of Life.